# 紐曼山
紐曼山（英語：Mount Newman）是南極洲的山峰，位於亞歷山大一世島北部，處於阿弗爾山脈東北面，海拔高度約1,150米，由英國南極名稱諮詢委員命名，現時由南極條約體系管理。